# ستيوارت اوغرادي
ستيوارت اوغرادي (بالإنجليزية: Stuart O'Grady) مواليد 6 أغسطس 1973 في أديليد، هو دراج أسترالي سابق في صنف سباق الدراجات على الطريق وعلى المضمار. سبق أن شارك في دورة الألعاب الأولمبية الصيفية وفاز بميدالية أولمبية.

## سجل النتائج

### سباقات أو مراحل فاز بها
- طواف فرنسا

## الميداليات
| الميدالية | المسابقة                       |
| --------- | ------------------------------ |
| ذهبية     | الألعاب الأولمبية الصيفية 2004 |
| فضية      | الألعاب الأولمبية الصيفية 1992 |
| برونزية   | الألعاب الأولمبية الصيفية 1996 |
| برونزية   | الألعاب الأولمبية الصيفية 1996 |
| ذهبية     | دورة ألعاب الكومنولث 1994      |
| ذهبية     | دورة ألعاب الكومنولث 1994      |
| ذهبية     | دورة ألعاب الكومنولث 2002      |
| ذهبية     | دورة ألعاب الكومنولث 2002      |
| فضية      | دورة ألعاب الكومنولث 1994      |
| فضية      | دورة ألعاب الكومنولث 1998      |
| برونزية   | دورة ألعاب الكومنولث 1994      |

## وصلات خارجية
- الموقع الرسمي

## روابط خارجية
- ستيوارت اوغرادي على موقع الاتحاد الدولي للدراجات (الإنجليزية)
- ستيوارت اوغرادي على موقع أرشيف الدراجات (الإنجليزية)
- ستيوارت اوغرادي على موقع إحصائيات الدراجات الإحترافية (الإنجليزية)
- ستيوارت اوغرادي على موقع نسبة الدراجات (الإنجليزية)
- ستيوارت اوغرادي على موقع CycleBase (الإنجليزية)
- ستيوارت اوغرادي على موقع أوليمبيديا (الإنجليزية)
- ستيوارت اوغرادي على موقع اللجنة الأولمبية الأسترالية (الإنجليزية)